# Holger Kirleis

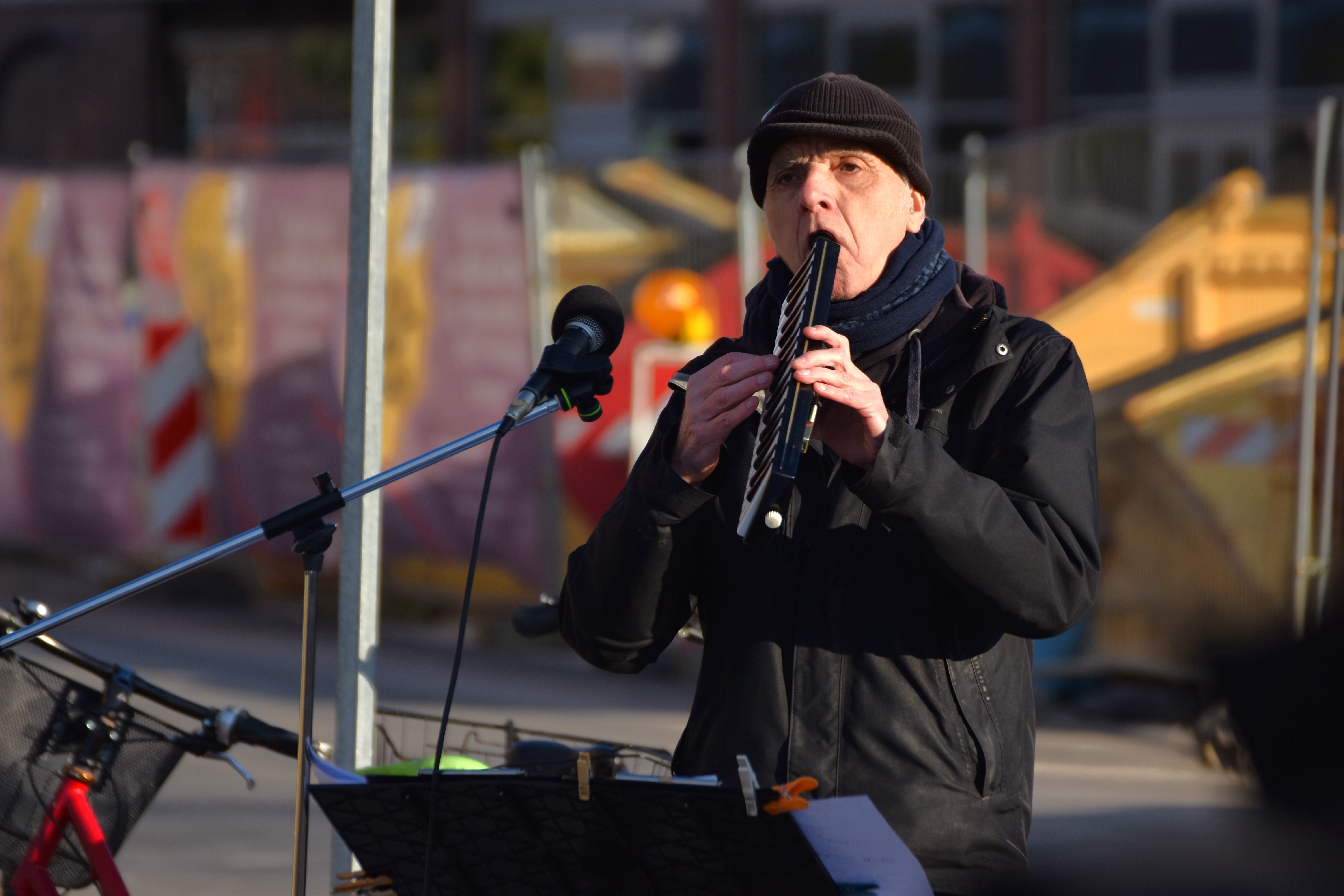
Holger Kirleis 2024

Holger Kirleis (* 7. September 1957) ist ein deutscher Musiker, Pianist und Komponist.

## Leben
Nach seinem Schulabschluss studierte Holger Kirleis in Hannover Musik an der Staatlichen Hochschule für Musik, Theater und Medien sowie in Darmstadt an der Städtischen Akademie für Tonkunst.
Kirleis begleitet seit mehr als einem Viertel Jahrhundert den DGB-Chor Hannover am Klavier.
Gemeinsam mit dem Sänger, Schauspieler und Autor Bengt Kiene leitet Kirleis die 1990 als freie, professionelle Theatergruppe gegründete hannoversche Künstlerkooperative Hebebühne. Für deren von Kiene und Oskar Ansull geschriebene und am 12. Januar 1993 im Kulturzentrum Pavillon uraufgeführte Theater-Produktion „Kinderkleinkriegen“ schrieb Kirleis die Musik.
Kompositionen von Carsten Bethmann interpretierte Kirleis gemeinsam mit Bethmann und Christina Worthmann für das Album Bogenmaß, für das die drei Musiker vom 13. bis 15. August 2007 im Musikzentrum Hannover zusammenarbeiteten und das beim ABC-Roxxon-Medienservice erschien.

## Werke (Auswahl)

### Musikdrucke
- Zu guter Letzt. Episode für Klavier, Blender: White Mantis Publishing, 2009
- Von fern vertraut : Klangbilder für Klavier, Blender: White Mantis Publishing, 2009

### Tonträger
- Bogenmaß, Kompositionen von Carsten Bethmann, gemeinsam interpretiert von Holger Kirleis, Carsten Bethmann und Christina Worthmann am 13. bis 15. August 2007 im Musikzentrum Hannover, ABC-Roxxon-Medienservice, [2008], CD (12 cm) mit Beileger